# 増田久
増田 久（ますだ ひさし、1944年10月23日 - ）は、千葉県出身の元騎手。

## 経歴

### 1960年代
1967年3月に中山・久保田彦之厩舎からデビューし、同4日の東京第3競走4歳未勝利・クインサタン（11頭中7着）で初騎乗を果たすと、4月23日の東京第3競走4歳未勝利・ソウシユンで初勝利を挙げる。
5月6日の東京では自身初の1日2勝を記録すると、7月29日の函館第6競走4歳以上オープンでは1965年のダービー馬キーストンに騎乗し、ニットエイトに2馬身差2着に入った。11月21日・22日の福島では初の2日連続勝利を1日2勝で記録するなど、1年目の1967年から2桁勝利の18勝をマーク。
2年目の1968年には稀代の癖馬として知られるカブトシローに騎乗し、2月は中山ダートのオープンでリュウズキの2着。3月は中山芝2000mのオープンでヒカルタカイに大差勝ちし、4月には同条件のオープンを共に単勝1倍台の人気に応えて連勝、6月と9月の東京芝1800mのオープンも連勝するなど、計5勝した。有馬記念では離れた最後方を1頭だけ進み、向正面ではドロドロの不良馬場を内ぴったりに上がっていき、4コーナーから直線にかけては空いた内を突いて見せ場を作るも終いで一杯となり、11頭立てでブービー10着に敗れている。
カブトシロー以外では、スズハヤテでは中山記念で14頭中13番人気ながらニットエイト・スピードシンボリを抑えての2着に入ると、第2回スプリンターズステークスで人馬共に重賞初制覇 を果たし、京王杯オータムハンデキャップでは10頭中10番人気で2着に入った。
1968年には2年連続2桁で自己最多の32勝をマークし、3年目の1969年は初の1桁となる8勝に終わったが、1970年から1973年まで4年連続2桁勝利を記録。

### 1970年代
1970年は2年ぶりの2桁となる18勝を挙げ、北海道3歳ステークスでは野平祐二から乗り替わって2戦目のカツタイコウで3着に入った。
1972年にはユウシオで函館3歳ステークス2着、北海道3歳ステークスでは人気に応えて同馬を重賞初勝利に導くと同時に自身4年ぶりの重賞勝利を挙げ、京成杯3歳ステークスではカミノテシオを抑えてマミーブルーの3着に入った。目黒記念（秋）では9頭中7番人気のモトイチオーで3着に入り、4年ぶりで最後の30勝台となる31勝をマーク。
1973年の朝日杯3歳ステークスではアイルランド産牝馬マツフジエースでスタートダッシュから鋭く先頭に立ち、直線ではイシノマサルに迫られたが、また脚を伸ばして1馬身半振り切る。9頭中8番人気ながら制したが、同レースが最後の重賞制覇となり、同年は5勝と5年ぶりの1桁に終わった。
1975年には2年ぶりの2桁となる15勝を挙げ、有馬記念ではアメリカから帰国初戦のツキサムホマレでスタートから向正面にかけて好位をキープし、4コーナーで大外から突っ込むと、13頭中12番人気ながらイシノアラシ・フジノパーシアに次ぐ3着に粘った。
1977年からは1桁台に落ち着くが、同年にはサクラショウリ、1978年にはビンゴガルーの新馬戦、元石正昭厩舎に移籍した1979年にはミスカブラヤの未出走に騎乗し、ビンゴガルーとミスカブラヤでは勝利 している。

### 1980年代
1980年には自己最低の1勝に終わるが、1981年からはフリーに転向。
1983年7月24日の札幌第9競走短距離ステークスでは皐月賞馬ハワイアンイメージに騎乗し、新潟時代に「ホクエツヒカリ」の名前で東北優駿を制したカネデントーショー  に3馬身付けて勝利した。
1984年には1月14日の中山第4競走4歳新馬を9頭中9番人気のハネダテイオーで勝利し単勝万馬券の波乱を呼び、8年ぶりで自身最後の2桁勝利となる11勝をマーク。
1986年7月19日の札幌第3競走4歳以上600万下をイチエイスターで逃げ切ったのが最後の勝利となり、1987年2月22日の東京第3競走4歳新馬・レインボーブリッジ（15頭中14着）を最後に引退。

## 騎手成績
| 通算成績 | 1着 | 2着 | 3着 | 4着以下 | 出走回数 | 勝率 | 連対率 |
| -------- | --- | --- | --- | ------- | -------- | ---- | ------ |
| 平地     | 227 | 248 | 268 | 2014    | 2757     | .082 | .172   |

主な騎乗馬
- スズハヤテ（1968年スプリンターズステークス）
- ユウシオ（1972年北海道3歳ステークス）
- マツフジエース（1974年朝日杯3歳ステークス）